# Saints and Soldiers
Saints and Soldiers è un film statunitense del 2003 diretto da Ryan Little, ambientato durante la seconda guerra mondiale.

## Trama
Ardenne, Belgio, dicembre 1944. Durante la seconda guerra mondiale, quattro soldati americani miracolosamente sopravvissuti al massacro di Malmédy ed un sottufficiale inglese, incontrato durante la fuga, rimangono intrappolati all'interno del fronte nemico e tentano di tornare al proprio accampamento lontano oltre 32 chilometri, per portare alcuni importanti segreti militari del nemico. Oltre ai soldati tedeschi, il piccolo gruppo, armato solo di un fucile, dovrà vedersela anche con le avverse condizioni climatiche, la fame e gli ostacoli che inevitabilmente li metteranno davanti ad una situazione sempre più disperata. Durante la marcia ogni soldato racconta i suoi segreti più interiori al resto del gruppo.